# 왕쯔쉬안 (1998년)
왕쯔쉬안(중국어 간체자: 王子璇, 병음: Wáng Zîxuán, 한자음: 왕자선, 1998년 8월 6일 ~ )은 중국의 배우이다.